# Västerstads församling
Västerstads församling var en församling i Frosta kontrakt i Lunds stift. Församlingen låg i Hörby kommun i Skåne län och utgjorde ett eget pastorat. Församlingen uppgick 2014 i Hörby församling.

## Administrativ historik
Församlingen har medeltida ursprung. 
Församlingen var till 2006 moderförsamling i pastoratet Västerstad och Östraby som från mellan 1962 och 1974 även omfattade Öveds och Östra Kärrstorps församlingar och från 1974 Östra Sallerups och Långaröds församlingar. År 2006 införlivades Östra Sallerups, Långaröds och Östraby församlingar och församlingen utgjorde därefter till 2014 ett eget pastorat. Församlingen uppgick 2014 i Hörby församling.

## Kyrkor
- Långaröds kyrka
- Västerstads kyrka
- Östraby kyrka
- Östra Sallerups kyrka